# Monte Perrin
Il monte Perrin (pron. fr. AFI: [peʁɛ̃] - in francese Pointe Perrin, 2.973,6 m s.l.m.) è una montagna delle Alpi Pennine collocata nei Contrafforti valdostani del Monte Rosa. Si trova in Valle d'Aosta, in comune di Ayas.

## Caratteristiche

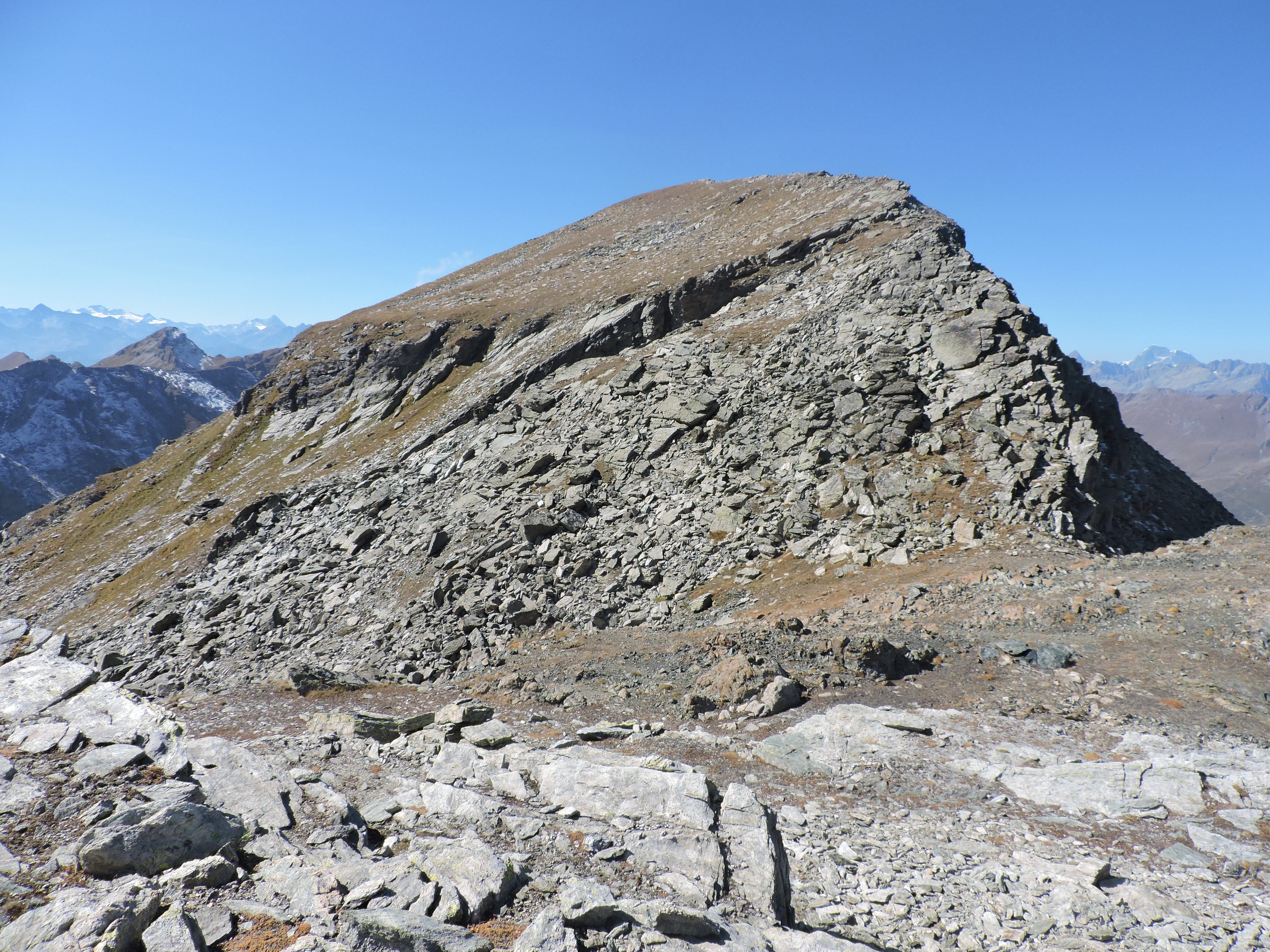
Vista da nord

La montagna si trova in Val d'Ayas a breve distanza dallo spartiacque Valle d'Ayas/Lys ed è collocata nei pressi dell'omonimo lago. Un colletto a quota 2873,9 la separa dello spartiacque intervallivo e dalla vicina Gran Cima.
Dalla vetta, segnalata da un grosso ometto in pietrame, si gode di un ampio panorama sui principali gruppi montuosi della Valle d'Aosta, anche se in parte limitato dalle vicine elevazioni della Gran Cima e del Corno Vitello.

## Salita alla vetta

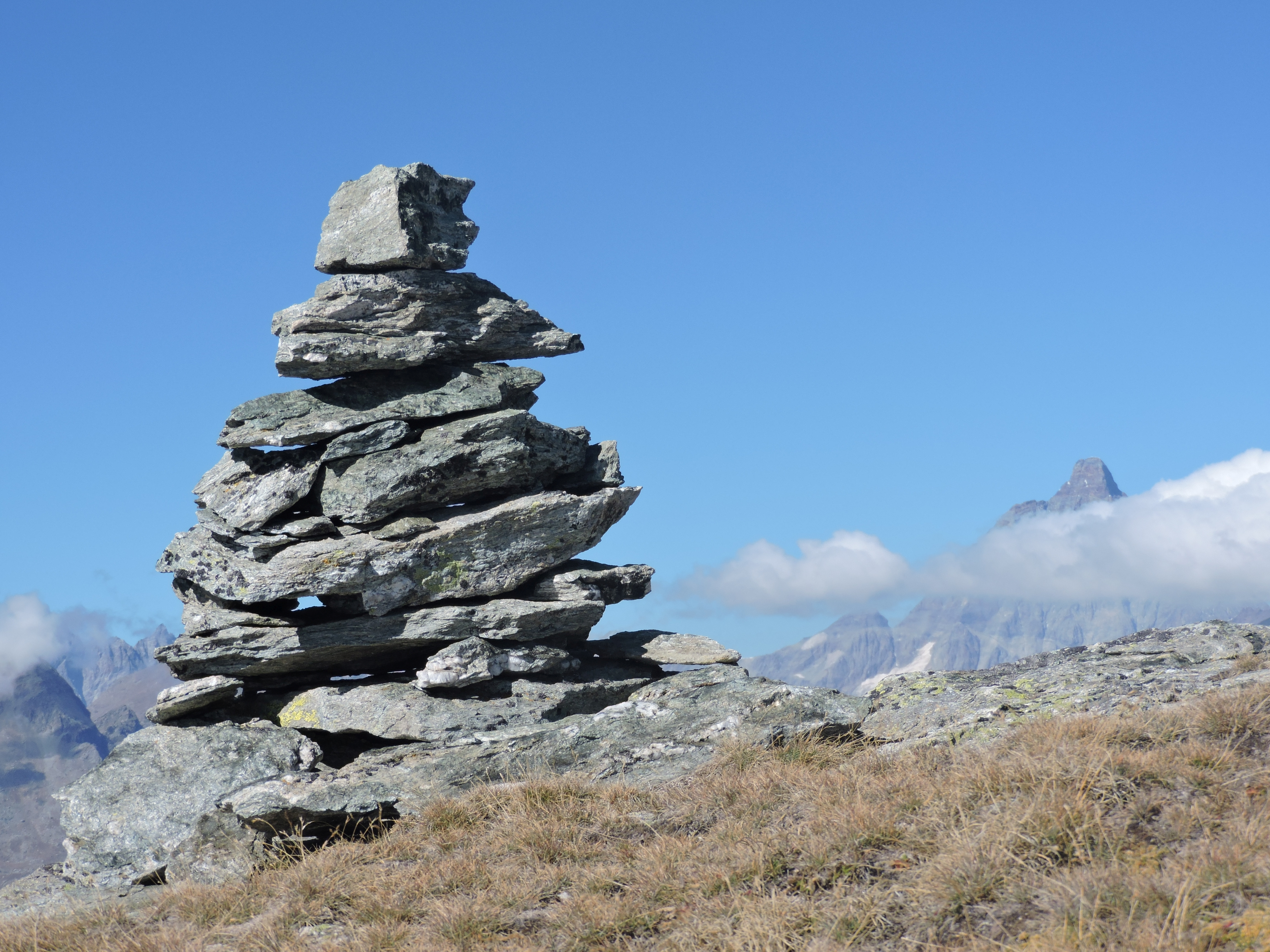
L'ometto sulla cima e, sullo sfondo, il Cervino

Si può arrivare alla vetta partendo da Champoluc e passando per il vallone di Mascognaz; dopo aver raggiunto per sentiero il lago Perrin., la via di salita si svolge per tracce di passaggio non segnalate. La difficoltà della salita è data come EE.